# Don Francisco
Mario Luis Kreutzberger Blumenfeld (Talca, 28 de diciembre de 1940), más conocido como Don Francisco, es un presentador de televisión, productor, empresario, cantante y actor chileno.
Llegó a ser popular en Chile y en gran parte de Latinoamérica gracias a su programa de variedades Sábado gigante (1962-2015), que desde 1986 llegó a emitirse en cuarenta y tres países. Artífice de causas filantrópicas, es conocido por desarrollar en Chile el formato televisivo de la Teletón.

## Biografía

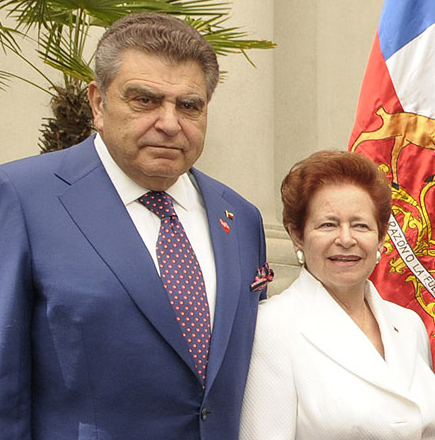
Kreutzberger y su esposa, Teresa Muchnick.

Es hijo de Erich Kreutzberger —nacido en Ellguth-Woischnik, Polonia— y Annie Blumenfeld —nacida en Breslavia, Polonia—, migrantes de origen asquenazí que llegaron a Chile —procedentes de Alta Silesia que pertenecía en ese entonces a Alemania— como refugiados en 1939 huyendo de las persecuciones contra los judíos en Europa y de la dictadura nazi en Alemania, y que fueron destinados por el gobierno de Pedro Aguirre Cerda a establecerse en la sureña ciudad de Talca.
Sus cualidades histriónicas —heredadas en parte de su madre, cantante de ópera— lo llevaron a animar eventos de su comunidad, llegando a actuar en los espectáculos del Club Israelita Macabbi. En este lugar nació el personaje Don Francisco Zisiguen González, un judío alemán que contaba chistes y que tiempo después, cuando ingresa a Canal 13 da origen a su pseudónimo «Don Francisco». En ese club conoce a Teresa Muchnick, conocida como Temmy, con quien se casó y tuvo tres hijos: Patricio, Vivian —llamada «Vivi»— y Francisco (comunicador audiovisual).
Tras viajar a Estados Unidos por un año a estudiar diseño de vestuario, a los 21 años decidió que la televisión era su carrera. En ese entonces, este medio de comunicación recién comenzaba sus transmisiones en Chile, y su desarrollo se produjo solo tras la realización en el país de la Copa Mundial de Fútbol de 1962. Y aunque el riesgo en ese entonces era alto, la fascinación que la televisión estadounidense había causado en él era más grande.[cita requerida]
Pasó un año esperando fuera de la oficina de Eduardo Tironi —director ejecutivo de Canal 13 en 1962— para hablar de sus proyectos, hasta que este le brindó una oportunidad de trabajo.[cita requerida]

## Carrera mediática

### Sábado gigante

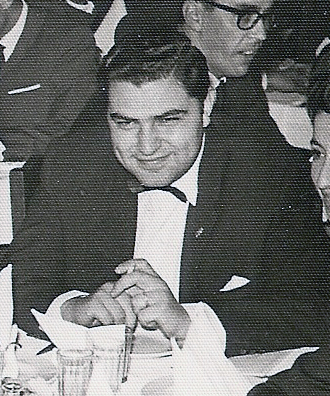
Mario Kreutzberger en 1965.

Una vez dentro del mundo de la televisión, su primera labor fue conducir Show dominical, programa que debutó en agosto de 1962 y estuvo al aire menos de un mes, tras lo cual fue despedido. El reclamo del público —que ya lo hacía su favorito— hizo que lo recontrataran y Show dominical volvió a las pantallas. En 1965 el programa cambió a los días sábados y se pasó a denominar Sábados gigantes.
En un comienzo, los medios de comunicación chilenos criticaron masivamente al presentador, acusándolo de no ser profesional y de burlarse de los concursantes y público de su programa. Así, decide innovar en la tradicional forma de producir programas de ese entonces, y contrata periodistas que lo asesoran en el contenido de su programa.
Pese a las críticas, el programa era un éxito de audiencia en Chile. Transmitido en directo, en los años 1970 y 1980 el programa obtenía cerca del ochenta por ciento de sintonía, y era la compañía obligada para las familias chilenas durante las tardes de sábado.

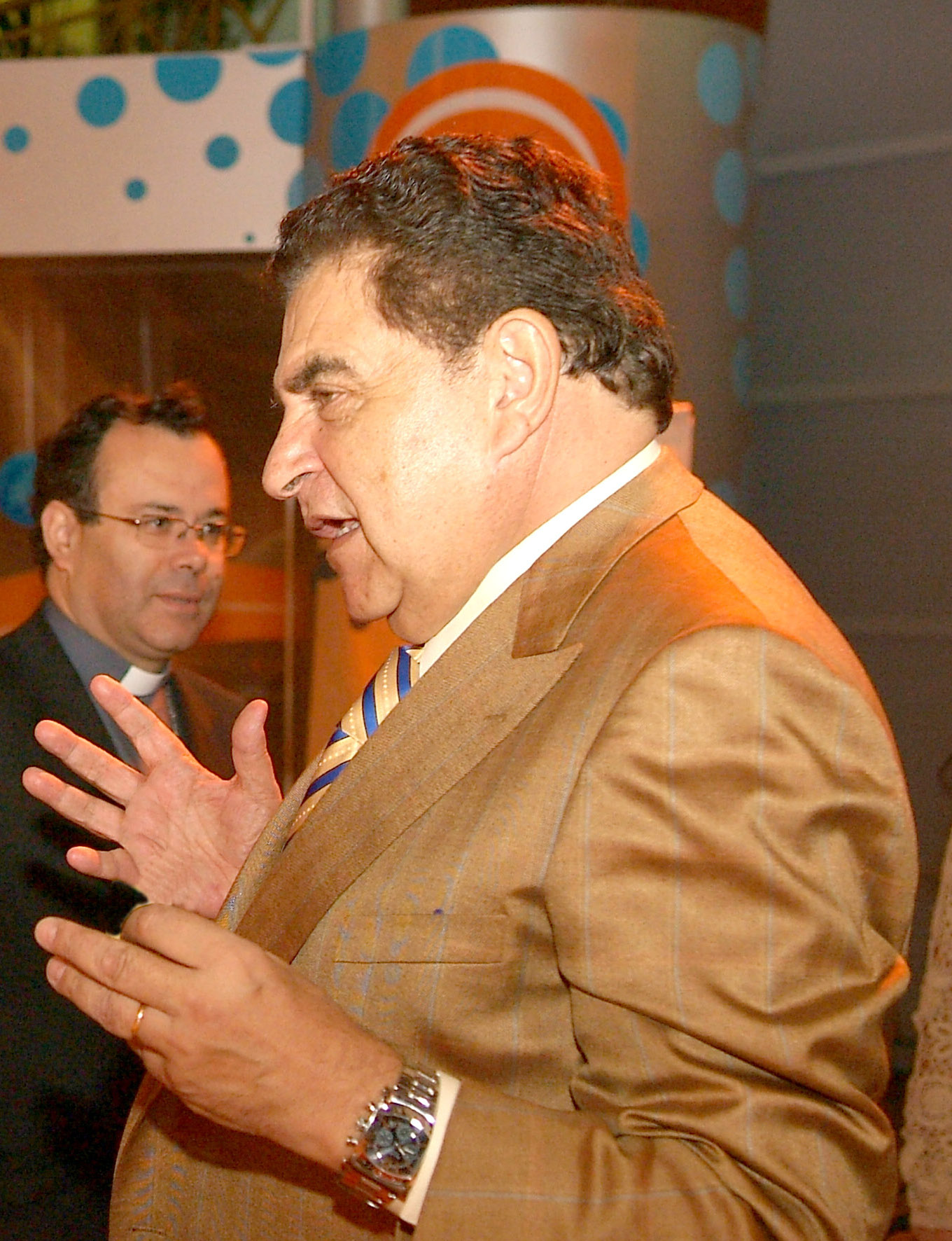
Don Francisco en 2008 al interior de Canal 13; estación televisiva chilena donde ha permanecido desde 1962.

A Don Francisco le gusta hacer bromas, por eso en su programa se hacían chistes y burlas a menudo. En su época de mayor éxito —a comienzos de la década de 1980— Sábados gigantes dio paso a la realización de un nuevo programa, con formato late show y conducido por Don Francisco; Noche de gigantes, que fue transmitido en Chile desde 1978 hasta 1987, y en los Estados Unidos desde 1988 hasta 1993.
Producto del éxito indiscutido del formato en Chile, Don Francisco inició un desafío aún mayor, al decidir la internacionalización de su popular programa. Persuadido por Rolando Barral —por aquel entonces uno de los presentadores más populares de la televisión latina en Estados Unidos, y además presentador del programa de variedades puertorriqueño Super Sábado— dado que como presentador y como productor quería traer e importar la franquicia de Sábados Gigantes al mercado estadounidense, Joaquín Blaya, en ese entonces máximo ejecutivo de la cadena Spanish International Network (SIN) (actualmente Univision), le da la oportunidad a Kreutzberger de ingresar a la televisión hispana de Miami, Florida, en primera instancia como coanimador y como asesor para el desarrollo de la franquicia en ese país. Así, en 1986 se transmite el primer Sábado gigante para el público latino de Estados Unidos. Así —y hasta 1988—, esta versión del programa fue presentada por el actor cubano Rolando Barral, siendo coanimada por Don Francisco, quien en ese entonces era un desconocido para ese público.
Durante el periodo de 1986 a 1992, y especialmente luego de la salida de Rolando Barral, Don Francisco debió viajar constantemente entre Miami y Santiago de Chile, para realizar dos versiones de su programa. Desde 1994, decide radicarse en Estados Unidos, y producir Sábado gigante —que eliminó las "s" de su nombre original— de manera íntegra en los estudios de Univision en Miami, distribuyendo así los contenidos a diferentes televisoras de 43 países, hasta el final del programa, el 19 de septiembre de 2015.
En mayo de 2007, Don Francisco firmó un acuerdo con Univision, que le permitirá percibir 12,7 millones de dólares por año en la conducción de Sábado gigante; y 2,8 millones de dólares adicionales al año por su participación en el programa Don Francisco presenta.
A fines de la década de los 2000, el programa entra a los registros del Récord Guiness como el programa de variedad con más horas de transmisión (más de 14 mil horas) en sus cincuenta años de vida, sin embargo, y tras la última emisión del programa en el año 2015, esta marca fue superada por Programa Silvio Santos, programa de variedades brasileño presentado por Silvio Santos cuya primera emisión data del 2 de junio de 1963 y que hasta el año 2024 siguió emitiéndose ininterrumpidamente.
Después del fin de Sábado gigante, Don Francisco emigró a Telemundo, donde animó Don Francisco te invita entre 2016 y 2018, programa de conversaciones similar al Don Francisco presenta que conducía en Univision. Durante 2017 y 2018 animó junto a Martín Cárcamo su nuevo programa ¿Qué dice el público? de Canal 13, que reúne los mejores momentos de Sábado gigante. En julio de 2019 se terminó su contrato con Canal 13 tras 57 años de permanencia, sin embargo volvió al canal en octubre de ese mismo año.
Desde agosto de 2021 se une al elenco de CNN en Español, donde conduce el programa de fin de semana llamado Don Francisco: Reflexiones.

### Otros proyectos
Durante la década de 1980, Don Francisco incursionó como empresario radial y productor a través de la creación de Radio Gigante, radioemisora que existió brevemente entre 1988 y 1989 y de la productora Estudios Catedral, de la cual surgen desarrollos para varias emisoras locales como el popular programa Éxito, presentado por José Alfredo Fuentes, emitido entre 1984 a 1992, entre otros programas.
En 1998, incursiona como empresario gastronómico con la creación del restorán Estudio Gigante en el recinto que albergaba los Estudios Catedral, que emulando el formato de cadenas como Planet Hollywood y Hard Rock Café intentó introducir por primera vez el formato de los restoranes temáticos en Chile. Sin embargo, y coincidiendo con la crisis económica de 1998 tuvo una corta existencia, cerrando en 2001.
Don Francisco ha publicado tres autobiografías: ¿Quién soy?, publicada a fines de 1987; Entre la espada y la TV, lanzada en abril de 2002 y Con ganas de vivir, presentada en junio de 2021. El segundo libro, escrito con ayuda del periodista Mauricio Montaldo y editado por el escritor Poli Délano, fue presentado por el presidente Ricardo Lagos.
Por otra parte, ha editado seis discos: Don Francisco, Bailando Bailongo con Don Francisco, Celebremos con bailongos, Tropilé, El Pachi-Pachi y Mi homenaje gigante a la música norteña. En todos los casos, el dinero recaudado ha sido destinado a importantes campañas solidarias.[cita requerida]

## Filantropía
La labor social y filantrópica del presentador ha ido de la mano de su carrera televisiva. Don Francisco ha encabezado exitosas campañas solidarias, tales como Chile ayuda a Chile (para los terremotos de 1985 y 2010), La Campaña del Kilo (recolección de víveres tras el aluvión de Antofagasta en 1991), Vamos chilenos (realizada para reunir recursos para personas mayores afectadas por la pandemia de COVID-19), y labores benéficas en favor de Unicef y la Organización Panamericana de la Salud.
Sin embargo, la campaña solidaria más recordada es la Teletón, formato televisivo pionero en la televisión latinoamericana del cual se impulsó iniciativas similares en medios de comunicación latinoamericanos y, posteriormente, a la fundación de la Organización Internacional de Teletones.

### Teletón

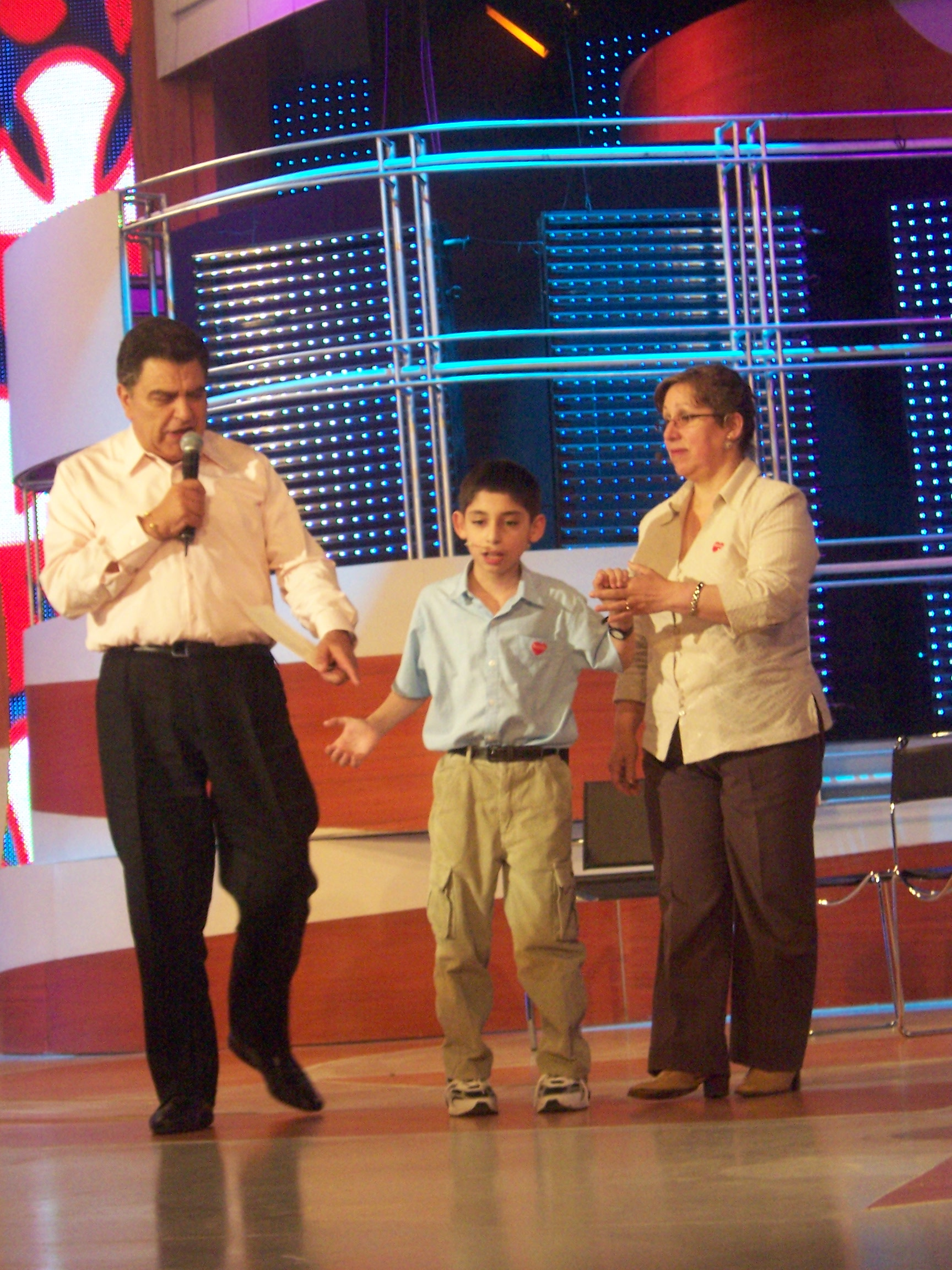
Don Francisco durante la Teletón 2007.

A fines de la década de 1970, Don Francisco gozaba de la más alta popularidad en Chile. Sin embargo, el animador sentía que debía hacer un aporte concreto al público chileno que lo había llevado hasta el éxito. Con esto en mente, ideó una campaña benéfica que entregaría aportes en dinero a un determinado grupo con algún tipo de necesidad.
En septiembre de 1976, estando de viaje en Estados Unidos junto con el periodista Héctor Olave, ven de causalidad el programa The Jerry Lewis MDA Labor Day Telethon, telemaratón presentada por el comediante estadounidense Jerry Lewis, quien desde comienzos de la década de 1950 en el The Colgate Comedy Hour, con Dean Martin, fomentaba la donación para la investigación y cura de la distrofia muscular. Cerca del año 1958, la dupla Martin y Lewis organizan un primer telemaratón que reúne 1 millón de dólares de la época. A mediados de los años 1970, el telemaratón de Lewis atraía a las audiencias en Estados Unidos en cada día del trabajo, y el formato del programa -no así el sistema de patrocinios y difusión, y la forma de recaudación de dinero- le llamó profundamente la atención a Kreutzberger, quien ya había hecho campañas televisadas de beneficencia en los años precedentes. Ese mismo año, en uno de sus reportajes de la sección de Sábados gigantes «Ud. no conoce Chile», muestra el caso de un niño discapacitado que había sido amarrado por su madre para evitar lastimar a sus hermanos.
Coincidentemente, es invitado a una edición del programa de televisión Dingolondango, de la red estatal de televisión chilena TVN, donde debía donar dinero a una organización benéfica. Fue en ese momento cuando conoció a Ernesto Rosenfeld, presidente de la Sociedad Pro-Ayuda al Niño Lisiado, a quien donó 15 000 dólares de entonces, y que le invitó a conocer la obra que él encabezaba.
Así, se acercó y decidió que los niños minusválidos serían el grupo al cual su nueva campaña ayudaría. Tras la decisión, propuso la idea al directorio de la Sociedad, y se comprometió a recaudar un millón de dólares para ellos.
Esta fue la génesis del formato televisivo de la Teletón en Chile, campaña solidaria anual en beneficio de los Niños, Niñas y Adolescentes discapacitados de Chile, a través de un programa de televisión de larga duración, producido y transmitido por las cadenas de televisión de ese país asociadas a ANATEL, y en la que participan gran parte de los medios de comunicación escritos y radiales, a la vez que genera millones de dólares en utilidades para las empresas patrocinadoras asociadas con la campaña.
Las recaudaciones de la Fundación Teletón —desde su inicio en diciembre de 1978— suman aproximadamente más de 436 millones de dólares, y han permitido la construcción de catorce institutos de rehabilitación infantil en todo Chile. Además, el desarrollo de la Fundación Teletón ha sido tomado por otros países latinoamericanos, quienes desarrollan sus propias campañas solidarias. A pesar de las críticas recibidas en los últimos años tanto por el formato del programa como por situaciones externas asociadas a la caída en las audiencias de los medios en formato análogo y a la crisis de confianza y credibilidad de los medios de comunicación, acentuadas especialmente tras la crisis política en Chile de 2019, se considera en general que el gran aporte de la Fundación Teletón ha sido la visibilización en la opinión pública y en el debate público respecto del tema de la discapacidad.
El 18 de agosto de 2022 anunció que se retirará de la Teletón después de liderar la campaña solidaria de casi 44 años ininterrumpidos, aunque seguirá colaborando en tareas secundarias, informaron desde la fundación.

## Filmografía

### Televisión

#### Como presentador
| Programa | Año(s)                                              | Canal(es)              | Notas |
| --- | --------------------------------------------------- | ---------------------- | --- |
| Sábado gigante NombresShow dominical (1962-1965) Sábados alegres (1965-1971) Sábados gigantes (1965-1991) Sábado gigante internacional / El show de Don Francisco / Gigantísimo (1986-2015) | 1962-1992 (primera etapa) 2002-2007 (segunda etapa) | Canal 13               | Programa de variedades (programa ómnibus). Edición para Canal 13, filmado y grabado en Chile entre 1962 a 1992, y en una segunda etapa, algunos segmentos exclusivos para el mercado chileno -presentados por Vivi Kreutzberger- filmados entre 2002 a 2007 salvo dos secciones que se tomaban del programa producido en Miami. Entre 1992 a 2002 y entre 2007 a 2012, Canal 13 exhibe de manera íntegra la edición filmada y producida por Univisión. Fue emitido en Chile en banda de libre recepción hasta 2012. En algunos países como Venezuela o Colombia, y a fin de evitar litigios de marca y de propiedad industrial en esos países, el programa fue exhibido bajo los nombres El show de Don Francisco y Gigantísimo. |
| Sábado gigante NombresShow dominical (1962-1965) Sábados alegres (1965-1971) Sábados gigantes (1965-1991) Sábado gigante internacional / El show de Don Francisco / Gigantísimo (1986-2015) | 1986-2015                                           | Univision              | Programa de variedades (programa ómnibus). Edición para Canal 13, filmado y grabado en Chile entre 1962 a 1992, y en una segunda etapa, algunos segmentos exclusivos para el mercado chileno -presentados por Vivi Kreutzberger- filmados entre 2002 a 2007 salvo dos secciones que se tomaban del programa producido en Miami. Entre 1992 a 2002 y entre 2007 a 2012, Canal 13 exhibe de manera íntegra la edición filmada y producida por Univisión. Fue emitido en Chile en banda de libre recepción hasta 2012. En algunos países como Venezuela o Colombia, y a fin de evitar litigios de marca y de propiedad industrial en esos países, el programa fue exhibido bajo los nombres El show de Don Francisco y Gigantísimo. |
| Noche de gigantes | 1978-1992                                           | Canal 13               | Programa de entrevistas. |
| Noche de gigantes | 1991-1992                                           | Univision              | Programa de entrevistas. |
| Los gigantes del mundial | 1978-1998                                           | Canal 13               | Microprograma realizado durante las copas mundiales de fútbol de 1978, 1982, 1986, 1990, 1994 y 1998; en Chile, acompañado del presentador César Antonio Santis desde 1978 hasta 1986. |
| Teletón Chile | 1978-presente                                       | Varios                 | Teletón solidaria. |
| Veinte años junto a usted | 1979                                                | Canal 13               | Serie conmemorativa del 20º aniversario de la Corporación de Televisión de la Universidad Católica de Chile. |
| Chile ayuda a Chile | 1985                                                | Canal 13               | Telemaratón solidaria. Realizada con motivo del terremoto de Algarrobo de 1985. |
| Treinta años junto a usted | 1989                                                | Canal 13               | Serie conmemorativa del 30.º aniversario de la Corporación de Televisión de la Universidad Católica de Chile. |
| Buenas noches América | 1992                                                | Canal 13               | Microprograma estelar realizado en la Navidad y conmemorativa del 500.º aniversario del Descubrimiento de América. |
| Una noche de estrellas | 1993-1994                                           | Canal 13               | Microprograma estelar realizado a la víspera de Navidad.[cita requerida] |
| Gigante y usted | 1995-1998                                           | Canal 13               | Programa de entrevistas. |
| Vamos chilenos | 1997                                                | Canal 13               | Microprograma realizado tras la clasificación de Chile a la Copa Mundial de Fútbol de 1998. |
| Cuarenta años juntos | 1999                                                | Canal 13               | Serie conmemorativa del 40.º aniversario del Canal 13. |
| ¿Quién quiere ser millonario? | 2001-2003                                           | Canal 13               | Concurso. Versión chilena de la licencia inglesa Who Wants to Be a Millionaire?. |
| Don Francisco presenta | 2001-2012                                           | Univision              | Programa de entrevistas. |
| Trato hecho | 2004                                                | Canal 13               | Concurso. Versión chilena de la licencia inglesa Deal or No Deal. |
| ¿Quién merece ser millonario? | 2006-2010                                           | Canal 13               | Concurso. Versión chilena de la licencia inglesa Who Wants to Be a Millionaire?. |
| Huan Ying: Bienvenidos a China | 2008                                                | Canal 13               | Documental. Realizado con motivo de los Juegos Olímpicos de Pekín 2008. |
| Las cuatro caras de La Moneda / Las dos caras de La Moneda / Las caras de La Moneda | 2009-2010, 2013-2014, 2017-2018, 2021               | Canal 13               | Entrevistas políticas. Realizado con motivo de las elecciones presidenciales de 2009-2010, 2013, 2017 y 2021. |
| Unidos por Haití | 2010                                                | Univision              | Campaña solidaria. Realizada con motivo del terremoto de Haití de 2010. |
| Chile ayuda a Chile | 2010                                                | Varios                 | Telemaratón solidaria. Realizada con motivo del terremoto de Chile de 2010. |
| Umbingelelo: Bienvenidos a Sudáfrica | 2010                                                | Canal 13               | Documental. Realizado con motivo de la Copa Mundial de la FIFA Sudáfrica 2010. |
| América celebra a Chespirito | 2012                                                | Canal de las Estrellas | Especial de televisión en homenaje a Roberto Gómez Bolaños. |
| Atrapa los millones | 2012-2013                                           | Canal 13               | Concurso. Versión chilena de la licencia inglesa The Million Pound Drop Live. |
| Estamos invitados | 2014                                                | Canal 13               | Programa de entrevistas. |
| ¿Qué le pasa a Chile? | 2015                                                | Canal 13               | Microespacio de entrevistas políticas emitido en el noticiero Teletrece. |
| Usted no reconoce a Chile | 2015-2017                                           | Canal 13               | Documentales basados en la sección Usted no conoce a Chile de Sábado gigante. |
| Don Francisco te invita | 2016-2018                                           | Telemundo              | Programa de entrevistas. |
| ¿Qué dice el público? | 2017-2018                                           | Canal 13               | Programa basado en los concursos de Sábado gigante. Conducido junto a Martín Cárcamo. |
| Vamos chilenos | 2020                                                | ANATEL                 | Telemaratón solidaria a beneficio de la Fundación Conecta Mayor, ONG vinculada a la Pontificia Universidad Católica de Chile, atendido la situación de emergencia humanitaria debido a la pandemia de COVID-19 en Chile. |
| Don Francisco: reflexiones | 2021-                                               | CNN en Español         | Programa basado en entrevistas a los famosos y sus reflexiones sobre su vida. |

#### Otras apariciones
| Programa                        | Año(s)    | Canal                               | Notas                                                              |
| ------------------------------- | --------- | ----------------------------------- | ------------------------------------------------------------------ |
| Kukulina Show                   | 1974      | Televisión Nacional de Chile        | Invitado.                                                          |
| Una vez más                     | 1988-1996 | Canal 13                            | Invitado.                                                          |
| Festival OTI de la canción 1989 | 1989      | Univision                           | Rol de continuidad. Conducido por Lucy Pereda y Antonio Vodanovic. |
| Noche de ronda                  | 1993-1998 | Canal 13                            | Invitado.                                                          |
| Viva el lunes                   | 1996-2000 | Canal 13                            | Invitado.                                                          |
| Liberty's Kids                  | 2002      | PBS Kids                            | Voz de Bernardo de Gálvez.                                         |
| JM por siempre                  | 2008      | Canal 13                            | Invitado.                                                          |
| TV o no TV                      | 2009      | Canal 13                            | Entrevistado.                                                      |
| Mariposa de barrio              | 2017      | Telemundo                           | Cameo.                                                             |
| De tú a tú                      | 2021      | Canal 13                            | Entrevistado.                                                      |
| Te paso a buscar                | 2023      | Canal 13                            | Entrevistado.                                                      |
| La Hora De Jugar                | 2023      | Mega (canal de televisión de Chile) | Invitado.                                                          |
| De Paseo                        | 2023      | Mega (canal de televisión de Chile) | Entrevistado.                                                      |

### Cine
| Título                 | Año  | Rol      |
| ---------------------- | ---- | -------- |
| Ayúdeme usted compadre | 1968 | Él mismo |
| El ciudadano Kramer    | 2013 | Él mismo |
| Los 33                 | 2015 | Él mismo |

## Discografía

### Álbumes de estudio
- Don Francisco (1968)
- Bailando Bailongo con Don Francisco (1981)
- Celebremos con Bailongos (1983)
- Tropilé (1986)
- El Pachi Pachi (1994)
- Mi homenaje gigante a la música norteña (2004)

### Sencillos
- El Bailongo/El Mordisco (1981)

### Colaboraciones
- Oiga, Don Francisco (1973) de Mandolino.

## Controversias
Pese a su gran popularidad, Don Francisco y su trabajo no han estado exentos de críticas, sobre todo en Chile, donde su figura es atacada principalmente por intelectuales de izquierda y algunos políticos como Francisco de la Maza, el destituido senador Jorge Lavandero o la fallecida líder comunista Gladys Marín, sea por su influencia en la sociedad chilena contemporánea —que llegó a su clímax en la época del dictadura militar— o por el financiamiento de la campaña Teletón.

### Holocausto
También han existido cuestionamientos respecto a sus declaraciones relativas al Holocausto judío. Según Mario Kreutzberger, su padre habría escapado del Campo de Prisioneros de Majdanek (su documental Testigos del silencio sería un homenaje a él); sin embargo, esto se contrapondría con la fecha de nacimiento de Don Francisco en Chile (28 de diciembre de 1940) y la creación del Campo de Prisioneros en Polonia (julio de 1941). En su libro autobiográfico Con ganas de vivir de 2021, se dedica el capítulo 5 a la investigación sobre las circunstancias de su padre Erich Kreutzberger en la Alemania Nazi, donde explica que nunca realmente pudo conversar en profundidad con su padre respecto de los detalles de su paso por el campo de concentración (lo que tal vez lo llevó al error de suponer que fue Majdanek), sin embargo tras la aparición de nuevos antecedentes recopilados pudo determinar que su padre realmente estuvo en el campo de Buchenwald, donde ingreso el 9 de diciembre de 1938, siendo el prisionero número 27170.

### Abandono de artistas chilenos
Desde que Sábado gigante dejó de grabarse en Chile en 1992, algunos artistas que brillaron en su época de oro tales como Roberto Viking Valdés, Mandolino y otros, han cuestionado su débil valoración hacia los artistas chilenos. A eso se suma las antiguas polémicas que el presentador vivió frente a la cantante chilena Palmenia Pizarro y el ventrílocuo argentino Wilde, quienes califican a Don Francisco como el responsable de comentarios que habrían limitado su desarrollo profesional en Chile.

### Demanda de paternidad
En octubre de 2010 Don Francisco fue demandado por Patricio Flores, de 43 años, quien aseguró haber nacido de una breve relación que Kreutzberger mantuvo con su madre en 1967, por lo que debió practicarse una prueba de ADN para determinar la paternidad.
Antes de publicarse los resultados, un empleado del Servicio Médico Legal denunció un intento de soborno para alterar los resultados de dicha prueba. Según reveló el Centro de Investigación Periodística (CIPER), el intento de soborno «se produjo [...] un día antes de que Mario Kreutzberger, más conocido como "Don Francisco", se sometiera a unos exámenes de ADN solicitados por la Justicia a raíz de la demanda de paternidad interpuesta por un comerciante de 43 años que asegura ser su hijo biológico».
El 16 de marzo de 2011, se dio a conocer el resultado de la prueba de ADN practicada por el SML, la cual fue negativa para la presunta paternidad. Flores solicitó una contramuestra, a la que, posteriormente, no asistieron ni él ni su madre, disconformes con el hecho de que no se requiriera nuevas muestras de Kreutzberger.

### Rol público durante los años de la dictadura militar
A pesar de que en contraste a otras figuras mediáticas de la época como José Alfredo Fuentes, Patricia Maldonado o Benjamín Mackenna, Don Francisco nunca participó en actos políticos del régimen y en los movimientos políticos surgidos al alero del régimen, ha existido -y especialmente en los últimos años- una especulación, controversia y desacuerdos respecto de su rol público en los años de la dictadura militar chilena. Dos vertientes han surgido de este aspecto, por un lado, quienes consideran que pese a su neutralidad política en esos años fue un colaborador de la dictadura y parte de la maquinaria propagandística del régimen como sostienen autores como Laura Landaeta, Alejandra Matus, Mario Amorós, Macarena García y Óscar Contardo; y por otro lado, quienes consideran —a partir de lo sostenido públicamente por Mario Kreutzberger y por quienes trabajaron con él en esos años— que su neutralidad política estuvo motivada no solo por proteger su credibilidad pública como rostro televisivo, sino que también por defender a un medio artístico que estaba en peligro de muerte, un contexto crítico que se agravó además con el abrupto fin de la bohemia santiaguina y el cierre de lugares emblemáticos como el Bim bam bum, así como su labor y prestigio como filántropo a partir de 1975, situación que incluso lo llevó a ser sondeado por varios partidos políticos como candidato presidencial para las elecciones de 1989.[cita requerida] Kreutzberger, cuya carrera artística se inició en la bohemia santiaguina de fines de la década de 1950 y comienzos de 1960, transformó a Sábado gigante en una plataforma para muchos artistas que habían perdido su trabajo debido a las secuelas del golpe de Estado. 
Un primer hito fue en los días posteriores al golpe de Estado del 11 de septiembre de 1973, cuando —persuadido por los militares, y dado el hecho de que Canal 13, en ese entonces Corporación de Televisión de la Universidad Católica de Chile, era el único medio televisivo autorizado para estar al aire— su programa fue el primero en filmar en la casa de Tomás Moro, residencia presidencial hasta el 11 de septiembre de 1973. Otra situación que ocurrió posteriormente fue cuando debió defender y salvar al pianista Valentín Trujillo del acoso de los militares en medio de una cacería de brujas a los artistas que en las primeras semanas después del golpe costó la vida a personajes de la cultura como Víctor Jara o Jorge Peña Hen, y forzó al exilio a personajes fundamentales del medio local como Ricardo García, Isabel Parra, entre otros. 
Un segundo hito representó el secuestro y asesinato de Rodrigo Anfruns en 1979. Consternado por la situación, en la emisión de Sábados gigantes del 9 de junio de dicho año Kreutzberger se ofreció como enlace para que los secuestradores liberaran al menor de edad. En una entrevista exhibida en el programa Tolerancia cero, Don Francisco admitió que la situación fue peligrosa y escalofriante.
Hacia 1981, su popularidad hizo que fuera un rostro publicitario codiciado por las más importantes empresas y agencias publicitarias de la época, situación que inevitablemente coincidió con un periodo de reformas radicales a la seguridad social en Chile, entre ellas la creación de las administradoras de fondos de pensiones. Es en este contexto que se convirtió en protagonista de las primeras publicidades de AFP Provida. A partir de este hito, y de la crisis de las administradoras de fondos de pensiones en Chile a partir de la recesión de 2008, su figura y su participación en las publicidades de la época ha despertado un debate sobre cómo la legitimación mediática de las reformas de 1981 caló hondo en la sociedad chilena, y sus consecuencias sociales a través del tiempo. 
El 22 de noviembre de 2011 asistió al programa Mentiras verdaderas a promocionar la Teletón; luego de las esperables preguntas relacionadas con el evento benéfico de 2011, fue consultado por su voto de silencio en relación con su militancia política y afirmó lo siguiente:

Me voy bandeando entre un lado y el otro dependiendo de la situación. No tengo disciplina política. Me encanta hablar de política pero nunca lo hago en público porque no quiero dividir, porque lo que hago no tiene que ver con política.

He sido bien claro frente a todos los gobiernos: nosotros estamos con el Gobierno, pero no somos del Gobierno. Así como estuvimos con el gobierno de Michelle Bachelet, estamos con el gobierno actual [de Sebastián Piñera] pero no somos del Gobierno. No hacemos cosas políticas.
Mario Kreutzberger

### Medidas económicas de Pinochet y la Concertación
Durante una entrevista en Canal 13, en respuesta a un joven que le consultó por el aumento de la brecha entre los ingresos económicos de las distintas clases sociales y una supuesta reducción del acceso a las oportunidades, Mario Kreutzberger destacó los avances logrados en Chile, desde la dictadura militar de Augusto Pinochet, mencionando que la gran virtud de los gobiernos de la Concertación habría sido su capacidad de mantener las políticas económicas implementadas entonces, añadiendo que en Chile, como en ningún otro país, se logró pasar a un 20 % de la población de un sector económico a otro en menos de 30 años, lo que sería manifestación del crecimiento de las oportunidades. No obstante ello, puntualizó que las oportunidades debían crecer aún más y que la brecha económica era muy grande.
A propósito de lo anterior, mencionó el contraste que existía en la cantidad de alumnos que podían acceder a las universidades en el pasado y en la actualidad:

Yo tengo 68 años. Yo sé cómo era Chile... yo sé cómo eran los alumnos de una universidad... solo había Universidad de Chile y Universidad Católica, donde los puntajes tenían que ser tan altos y no había alternativas.
Mario Kreutzberger

Previamente, Kreutzberger había afirmado que creía en un aparato estatal pequeño, que fuese rector de las actividades y no gestor de estas, argumentando la eficiencia que tendría el sector privado frente al Estado.

### Litigio por acoso sexual y laboral
El 19 de agosto de 1994, la modelo mexicana Ana Isabel Gómez presentó una demanda en los tribunales de Florida por incidentes de acoso sexual y extorsión que habrían ocurrido a partir de 1989 cuando se desempeñó como integrante de Sábado gigante. Según el expediente judicial, el presentador supuestamente había cometido estos hechos en estado de ebriedad, y que posteriormente habría sido despedida de Univision por presiones del presentador. La situación fue portada en todos los medios chilenos de la época, especialmente a partir de la entrevista exclusiva a la demandante que el noticiero 24 horas de TVN dio a conocer días después, el comunicado oficial del presentador y la dirección de la cadena Univision (que refutó la versión de la demandante alegando que fue despedida por razones diferentes a las señaladas y a una supuesta mala conducta de Gómez), el comunicado oficial de Canal 13, emitido en la edición central de Teletrece al día siguiente de la exclusiva en TVN[cita requerida] y a las polémicas declaraciones de la comediante y cantante Gloria Benavides, quien señaló que era común que en Estados Unidos las mujeres —por despecho— demanden por dinero. Posteriormente, e invitado por el exministro Enrique Krauss y por varios personajes públicos del mundo televisivo, religioso, artístico y cultural de la época, el presentador viajó a Chile el 24 de agosto de ese año para asistir a una cena de desagravio y solidaridad en su honor. El litigio judicial entre Gómez y Kreutzberger se cerró al año siguiente con un acuerdo extrajudicial entre ambas partes del que hasta el día de hoy se desconocen detalles.

## Reconocimientos

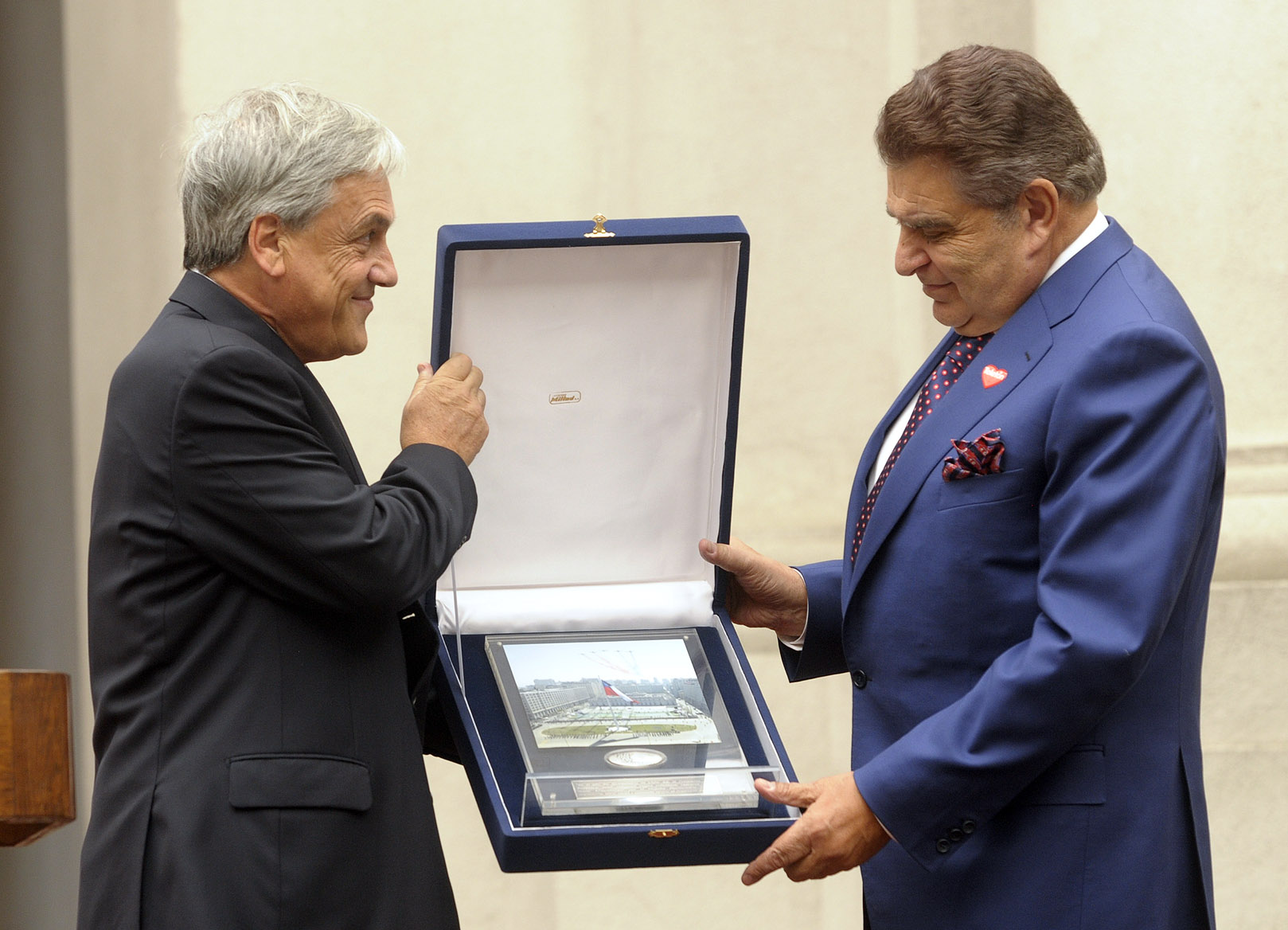
Entrega de la Medalla Bicentenario por el presidente Sebastián Piñera en 2010.

- 2001: Recibe una Estrella en el Paseo de la Fama de Hollywood, ubicada en el 7018 del Hollywood Boulevard, que lo consagra como el animador latinoamericano más famoso de la historia. Ese mismo año, el tramo de la céntrica calle de Santiago de Chile donde se ubica el Teatro Teletón (lugar donde se realiza la Teletón), es bautizada como Mario Kreutzberger.
- 2002: S.S. el Papa Juan Pablo II lo designa Benemerenti, siendo la primera persona no católica que recibe tal honor. Por otra parte, junto a su hija Vivian celebran juntos los 40 años de Sábado gigante en Chile con una gran celebración efectuada en octubre. Ese mismo año, la Organización Panamericana de la Salud lo nombra Campeón de la Salud de las Américas por sus contribuciones a la salud pública.
- 2003: Recibe la Condecoración Orden al Mérito Gabriela Mistral en su grado máximo de Gran Oficial, entregada por el Gobierno de Chile por su contribución a la cultura y solidaridad nacional.
- 2005: La Academia Nacional de las Artes y Ciencias de la Televisión de Estados Unidos le entrega el premio especial Emmy por su liderazgo en la televisión en español.
- 2005: La Asociación Nacional de Televisión de Chile ANATEL le confiere el Premio ANATEL, por su aporte a la industria televisiva del país.
- 2006: Tras 20 años trabajando en Estados Unidos, el Congreso de los Estados Unidos le rinde un homenaje por su aporte a la comunidad hispana en ese país.
- 2007: Durante la celebración del 48.º aniversario de la Red de Televisión Chilena Canal13 - Chile se reconoce su calidad de funcionario más antiguo de la empresa, y el Estudio Dos de la estación es bautizado con su nombre.[62]
- 2007: El Senado de la República de Chile condecora a Don Francisco como la figura más importante de la televisión chilena en sus primeros 50 años.
- En 2007 fue elegido por Revista Wikén en conjunto con el Consejo Nacional de Televisión de Chile y las principales cadenas de televisión —TVN, Canal 13, Mega y Chilevisión— y los diarios del país —El Mercurio y La Segunda—, como el Mejor Presentador de televisión en los primeros cincuenta años de la televisión en Chile.
- 2008: La Presidenta de Chile, Michelle Bachelet, condecora a Don Francisco con la "Gran Estrella de Oro" por servicios meritorios a la República, en reconocimiento a su dilatada trayectoria pública dedicada a las comunicaciones y su labor social a través de diversas campañas de beneficencia.
- 2010: El 29 de septiembre, la Fundación para la Herencia Hispana entrega a Don Francisco el Premio "Leyenda", por su trayectoria y aportes a la comunidad hispana en los Estados Unidos.[63]
- 2010: El Presidente de Chile, Sebastián Piñera, condecora a Don Francisco con la "Medalla Bicentenario" por su reconocimiento a la trayectoria dedicada a las comunicaciones y su labor social a través de diversas campañas de beneficencia.
- 2011: El consejo mundial de boxeo de Estados Unidos, condecora a Don Francisco con el título "Campeón Mundial de Boxeo" por sus 50 años frente al programa "Sábado gigante", el programa de variedades que más tiempo ha durado al aire en todo el mundo.
- 2012: El 16 de febrero, la industria de la música latina homenajea a Don Francisco por sus 50 años de trayectoria, durante la entrega anual de los Premios "Lo Nuestro" en Miami.[64]
- 2012: El 26 de febrero, es galardonado en Acapulco, México; con el Premio "TVyNovelas" por sus 50 años de trayectoria en la televisión de Latinoamérica.[65]
- 2012: El 1 de marzo de ese año, es incluido en el Salón de la fama de la televisión.[66]
- 2012: El 31 de agosto, es condecorado por el presidente de Chile, Sebastián Piñera, con la "Orden de la Cruz del Sur" por su destacado aporte a la salud pública, a través de la Teletón chilena.[67]
- 2015: El 8 de septiembre, en Nueva York se inaugura la "Don Francisco Boulevard".